# Kakahu (rivière)
La rivière Kakahu  (en =anglais : Kakahu River) est un cours d’eau du Sud de la région de Canterbury, dans l’Île du Sud de la Nouvelle-Zélande.

## Géographie
Elle s’écoule vers l’est et puis le sud-est à partir de sa source située à 15 km à l’est de la ville de Fairlie, rejoignant la rivière  »Hae Hae Te Moana River » avant de se déverser dans la rivière Waihi tout près de la ville de Temuka.